# Тодор Попхристов
Тодор Попхристов Поптрендафилов (изписване до 1945 година: Тодоръ попъ Христовъ попъ Трендафиловъ) е български църковен и просветен деец от късното Българско възраждане в Македония.

## Биография
Попхристов е роден в град Петрич, който тогава е в Османската империя в семейството на отец Христо Поптрендафилов. Баща му е председател на Петричката българска община и виден петрички общественик, който ръководи борбата за самостоятелна българска църква. Тодор Попхристов учи в Петрич, после в Гръцката класическа гимназия в Солун и в Българската семинария в Цариград, където завършва II клас. От 1894 до 1906 година е български учител - първоначално в Долна Джумая и Свети Врач (1895-1896), а по-късно в Петрич.
В 1906 година става свещеник и служи в петричката църква „Свети Николай“. Участва активно в обществения живот на града. Членува в местния кундуро-папукчийския еснаф и от 1902 до 1905 година е негов писар.